# Жимолость Альтмана
Жимолость Альтмана (лат. Lonicera altmannii) — кустарник, вид рода Жимолость (Lonicera) семейства Жимолостные (Caprifoliaceae). Растёт на Тянь-Шане по опушкам елово-пихтовых лесов и в зарослях кустарников.
По информации базы данных The Plant List (2013), название Lonicera altmannii Regel & Schmalh. входит в синонимику вида Lonicera humilis Kar. & Kir..

## Ботаническое описание
Листопадный кустарник высотой до 2 метров, ветвистый. Кора старых побегов серая. Молодые побеги опушённые, со светло-бурой корой.
Листья широкояйцевидные, длиной до 5 см, шириной 1—3 см, синевато-зелёные (снизу светлее), с жёстковолосистым опушением, реснитчатые по краю.
Цветки желтовато-белые, с венчиком длиной до 2 см, расположены парами в пазухах листьев. Время цветения — июнь.
Плоды яйцевидно-округлые, оранжево-красного цвета, диаметром 8—10 мм созревают в июле-августе.